# IIFA Award/Beste Musik
Die Gewinner des IIFA Award for Best Music Director (zu Deutsch: IIFA Award für den besten Musikregisseur) waren:
| Jahr | Musikregisseur                                              | Film                   | Deutscher Titel                           |
| ---- | ----------------------------------------------------------- | ---------------------- | ----------------------------------------- |
| 2000 | A. R. Rahman                                                | Taal                   | —                                         |
| 2001 | Rajesh Roshan                                               | Kaho Naa... Pyaar Hai  | Liebe aus heiterem Himmel                 |
| 2002 | A. R. Rahman                                                | Lagaan                 | Lagaan – Es war einmal in Indien          |
| 2003 | A. R. Rahman                                                | Saathiya               | Saathiya – Sehnsucht nach dir             |
| 2004 | Shankar-Ehsaan-Loy                                          | Kal Ho Naa Ho          | Lebe und denke nicht an morgen            |
| 2005 | Madan Mohan                                                 | Veer-Zaara             | Veer und Zaara – Die Legende einer Liebe  |
| 2006 | Shankar-Ehsaan-Loy                                          | Bunty Aur Babli        | —                                         |
| 2007 | A. R. Rahman                                                | Rang De Basanti        | Rang De Basanti – Die Farbe Safran        |
| 2008 | A.R.Rahman                                                  | Guru                   | Guru – Ein Leben voller Leidenschaft      |
| 2009 | A.R.Rahman                                                  | Jodhaa Akbar           | Jodhaa Akbar                              |
| 2010 | Pritam Chakraborty                                          | Love Aaj Kal           | Gestern, heute & für immer – Love Aaj Kal |
| 2011 | Sajid-Wajid und Lalit Pandit                                | Dabangg                | —                                         |
| 2012 | A. R. Rahman                                                | Rockstar               | —                                         |
| 2013 | Pritam Chakraborty                                          | Barfi!                 | —                                         |
| 2014 | Mithoon Sharma, Ankit Tiwari und Jeet Ganguly               | Aashiqui 2             | —                                         |
| 2015 | Loy Mendonsa, Ehsaan Noorani & Shankar Mahadevan            | 2 States               | —                                         |
| 2016 | Ankit Tiwari, Anjjan Bhattacharya, Meet Bros & Amaal Mallik | Roy                    | —                                         |
| 2017 | Pritam Chakraborty                                          | Ae Dil Hai Mushkil     | Die Sehnsucht meines Herzens              |
| 2018 | Akhil Sachdeva, Tanishk Bagchi & Amaal Mallik               | Badrinath Ki Dulhania  | —                                         |
| 2019 | Honey Singh, Rochak Kohli & Amaal Mallik                    | Sonu Ke Titu Ki Sweety | —                                         |